# Ariasella pieltaini
Ariasella pieltaini är en tvåvingeart som beskrevs av Gil Collado 1936. Ariasella pieltaini ingår i släktet Ariasella och familjen puckeldansflugor. Inga underarter finns listade i Catalogue of Life.